# گورتسکه
گورتسکه (به آلمانی: Görzke) یک شهر در آلمان است که در Ziesar واقع شده‌است. گورتسکه ۱٬۴۶۰ نفر جمعیت دارد.